# Mourioux-Vieilleville
Mourioux-Vieilleville là một xã thuộc tỉnh Creuse trong vùng Nouvelle-Aquitaine miền trung nước Pháp. Xã này nằm ở khu vực có độ cao trung bình 456 mét trên mực nước biển.

## Địa lý
Khu vực này có cự ly 14 dặm (23 km) về phía bắc Guéret tại giao lộ các tuyến đường D5, D50, D42 và D912a.

## Dân số
| 1962                                                        | 1968 | 1975 | 1982 | 1990 | 1999 | 2005 |
| ----------------------------------------------------------- | ---- | ---- | ---- | ---- | ---- | ---- |
| 864                                                         | 941  | 851  | 719  | 629  | 569  | 584  |
| Số liệu điều tra dân số từ năm 1962 Dân số chỉ tính một lần |      |      |      |      |      |      |

## Địa điểm nổi bật
- Nhà thờ, từ thế kỷ 13.
- Một nhóm dolmen có tên gọi  "le Four des Fades".
- Nhà thế kỷ 15  "le Monastère".